# Грудень 2002
Грудень 2002 — дванадцятий, останній місяць 2002 року, що розпочався у неділю 1 грудня та закінчився у вівторок 31 грудня.

## Події
- 3 грудня — футбольний клуб «Реал Мадрид» у фіналі Міжконтинентального кубка обіграв «Олімпію Парагвай».
- 6 грудня — число пі обчислене з точністю до 1,24 мільйона цифр. Професор Ясумас Канада та дев'ять інших дослідників Інформаційного технологічного центру Токійського університету встановили новий світовий рекорд.
- 13 грудня — Європейський Союз запропонував Польщі, Угорщині, Чехії, Словаччині, Словенії, Латвії, Естонії, Литві, Кіпру та Мальті приєднатися. Розширення заплановано на травень 2004 року.